# Sallaumines
Sallaumines is een gemeente in het Franse departement Pas-de-Calais (regio Hauts-de-France). De plaats maakt deel uit van het arrondissement Lens. Sallaumines telde op 1 januari 2022 9.633 inwoners.
Sallaumines is een coron, een Noordfrans steenkoolmijnwerkersdorp, met, sinds de mijnsluiting in 1980, een hoge werkloosheid. Deze werd deels gecompenseerd door de uitbreiding van een grote werkplaats, waar o.a. bestelauto's worden gerepareerd.
In de plaats staan nog steeds tal van gebouwen en installaties van de vroegere kolenmijn. Ter discussie staat nog steeds, of deze  door o.a. vandalisme vervallen bouwsels gesloopt moeten worden of als industrieel erfgoed opgeknapt en bewaard moeten worden.
Het dorp heeft een traditie van politiek links bestuur, vaak was een lid van de Franse communistische partij er burgemeester.
De plaats kampte na de mijnsluiting ook lange tijd met criminaliteitsproblemen onder jongeren.
De mijnramp van Courrières  in 1906 trof Sallaumines zwaar: 304 van de 1099 dodelijke slachtoffers kwamen hiervandaan. 

## Geografie
De oppervlakte van Sallaumines bedroeg op 1 januari 2022 3,82 vierkante kilometer; de bevolkingsdichtheid was toen 2.521,7 inwoners per km².

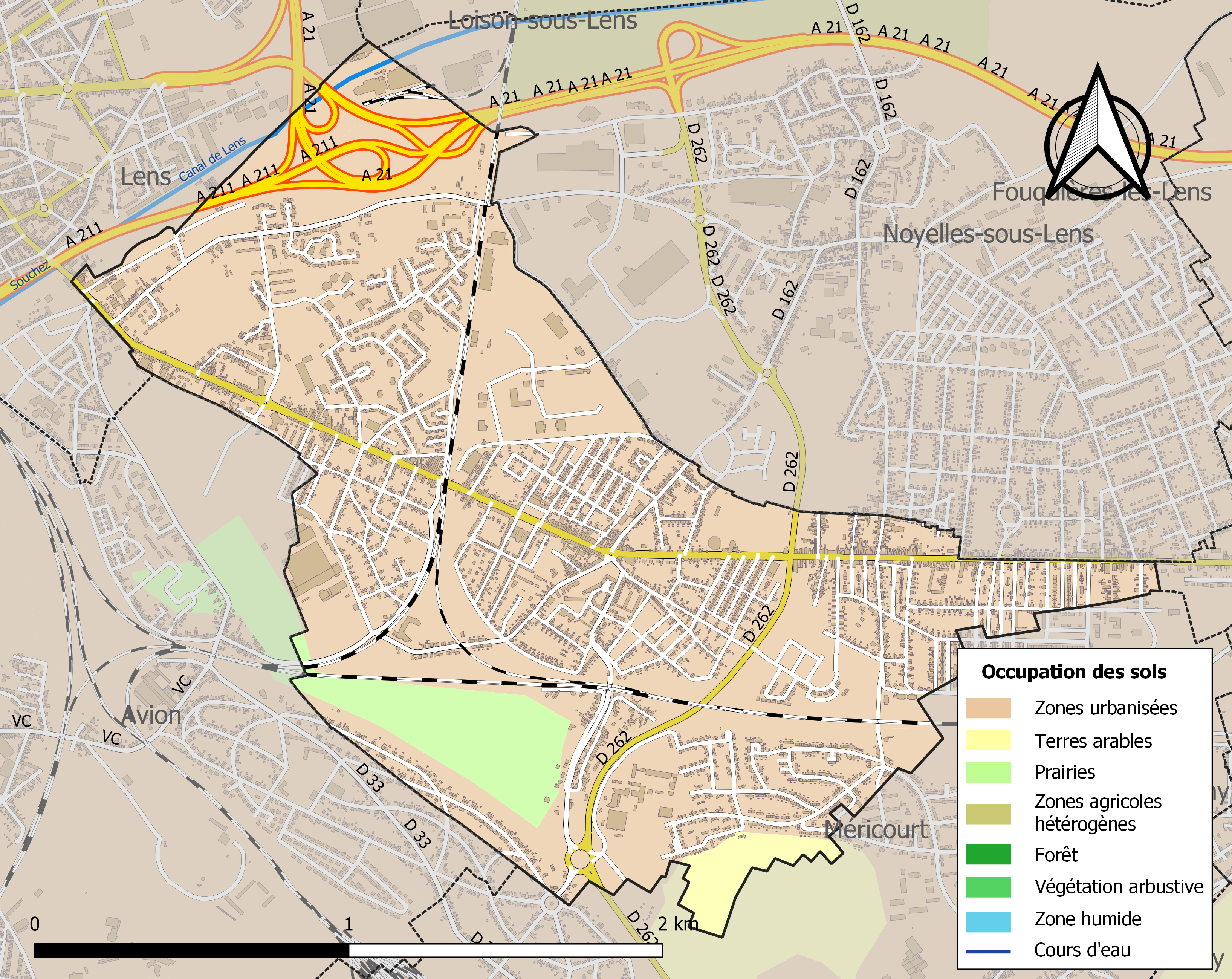
Kaart van de gemeente met belangrijkste infrastructuur, bodemgebruik en omliggende gemeenten

## Demografie
Onderstaande figuur toont het verloop van het inwonertal (bron: INSEE-tellingen).